# Aforada (escenario)
La aforada es el conjunto de espacios abiertos del escenario teatral que, con la ayuda de bambalinas, cámara negra, patas, forillos y telones pintados que componen la escenografía en la acción conocida como aforar, quedan ocultos para el espectador situado en el auditorio.

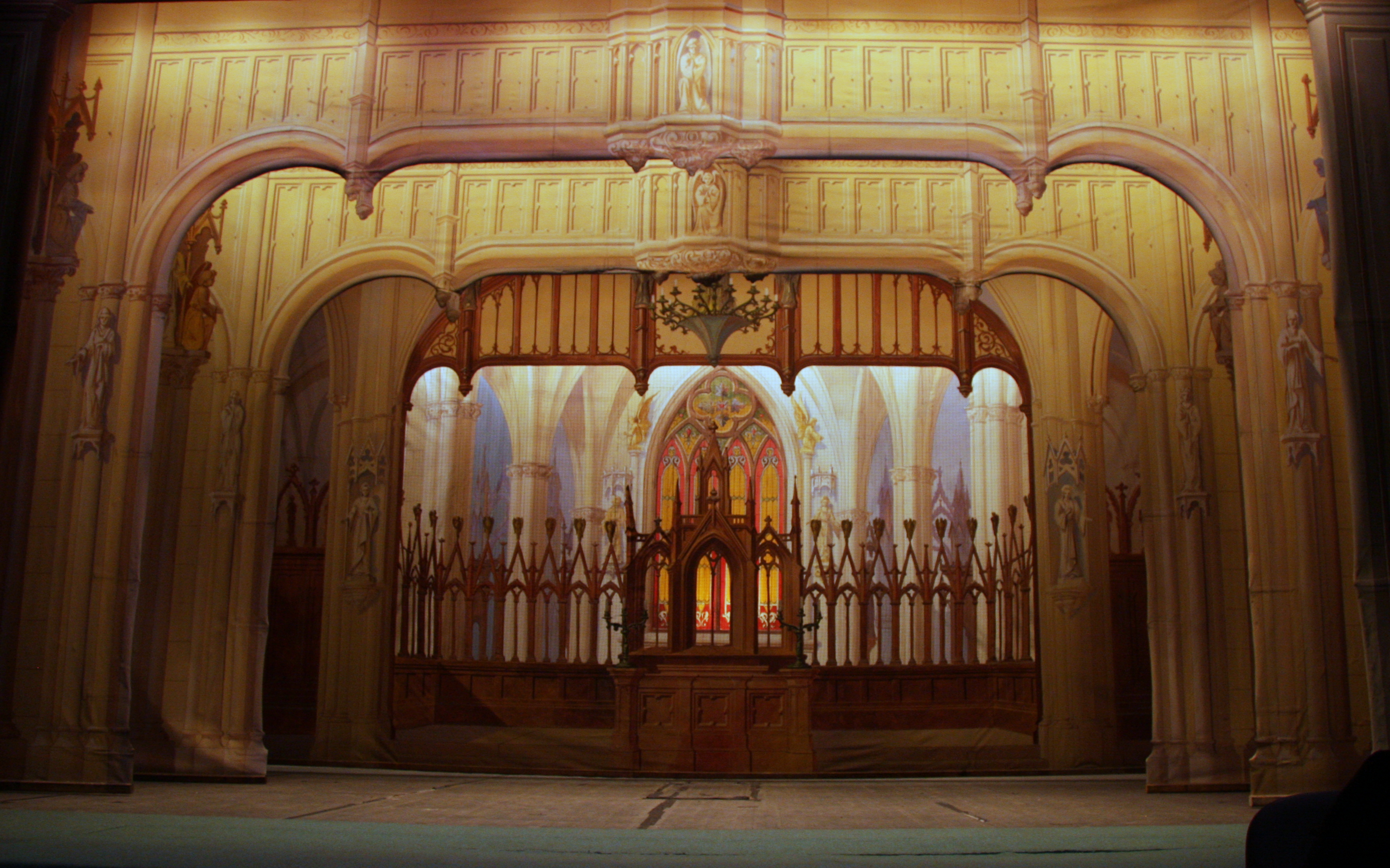
Escenografía de una catedral, vista de patas, bambalinas y foro pintados.

## Terminología y descripción
En el lenguaje teatral se utiliza el verbo aforar, como «ocultar o cubrir a la vista del público» (aforo) las áreas entre bastidores, los elementos de iluminación, la parrilla o peine, o el resto de elementos del equipo escénico. Para ello se combinan recursos como las patas –que cubren los elementos laterales–, los hombros de la caja escénica, las cortinas o bambalinas que cubren los elementos superiores colgados (la parrilla, los focos , trastos etc.); y el telón de foro (el último telón que cubre toda la pared del fondo). Al conjunto de patas, bambalinas, etc. utilizados para cubrir la aforada se le llama cámara negra.

### La cámara negra

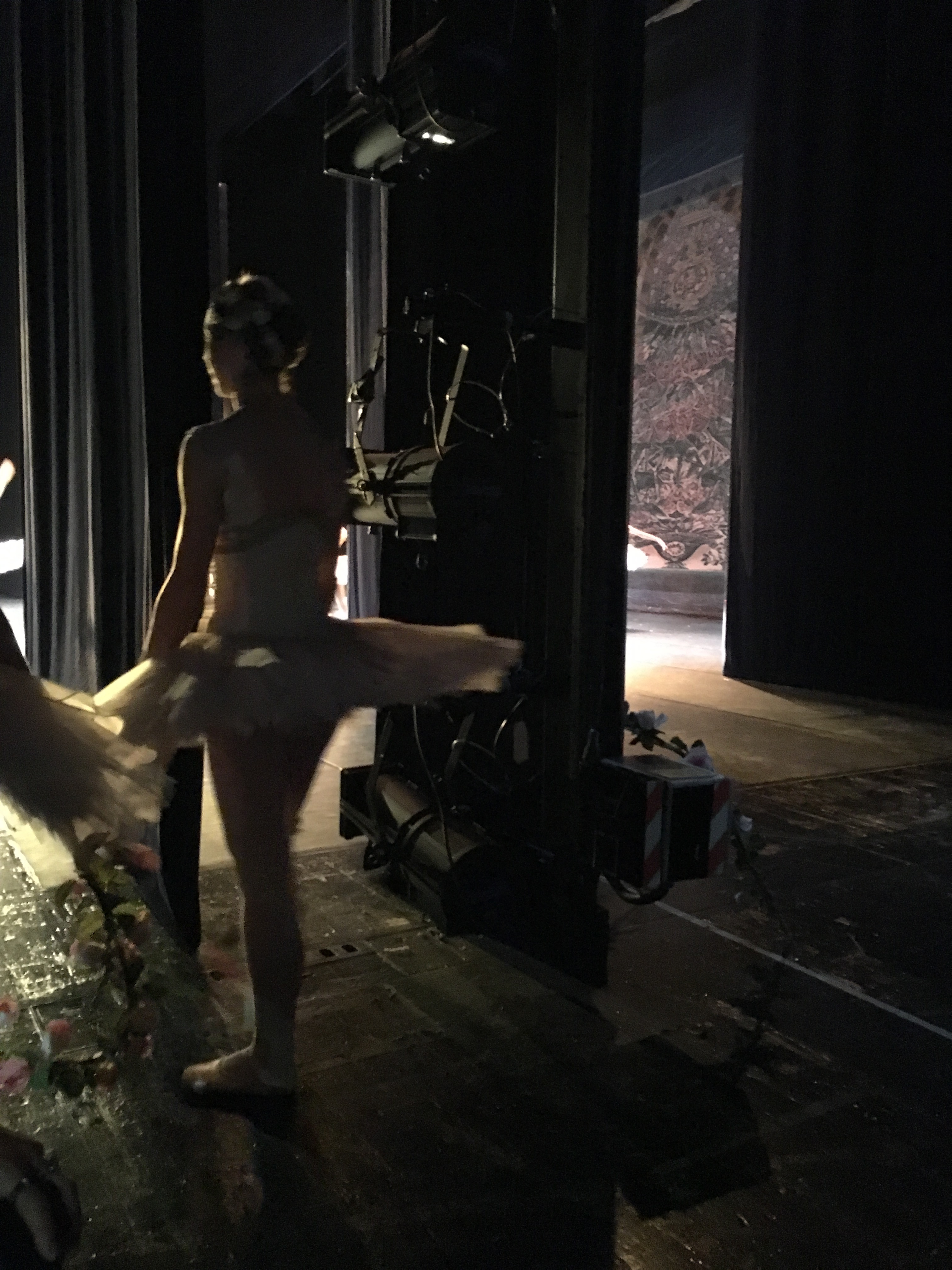
Vista de bailarina entre cajas, detrás de las patas de la cámara negra.

La cámara negra es el principal elemento de la aforada o de la acción de “aforar la escena”. Consta básicamente de tres elementos principales: bambalinas, patas y telón de fondo, y se integra en el perímetro de la base del torreón de tramoya, con el objeto de ocultar a los espectadores los entramados del escenario. Su principal característica es que dichos elementos están confeccionados con tela negra absorbente como el terciopelo negro –o con un tejido oscuro similar–, que consiga un grado de opacidad que amortigüe la luz y que no la refleje. La cámara negra normalmente se cuelga de las varas del peine del teatro o de la estructura, o bien queda montada sobre bastidores, para evitar las arrugas.